# Ciudad de los Muchachos
La Ciudad de los Muchachos (en inglés, Boys Town), anteriormente Ciudad de los Muchachos y las Muchachas (en inglés, Girls and Boys Town) y Hogar de los Muchachos del padre Flanagan (en inglés, Father Flanagan's Boys' Home), es una organización sin ánimo de lucro dedicada al cuidado de hijos y familias, con la sede central nacional en la villa de Boys Town (Nebraska). La propiedad fue listada en el Registro Nacional de Lugares Históricos y fue designada como un Hito Histórico Nacional el 4 de febrero de 1985.
La primera Ciudades de los Muchachos fue fundada como un orfanato de muchachos en diciembre de 1917 por Edward J. Flanagan, un sacerdote católico que trabajó en Omaha. La «Ciudad de los Muchachos» lideró el desarrollo de nuevos métodos de cuidado a jóvenes en los Estados Unidos del siglo XX, enfatizando la preparación social como un modelo para los hogares públicos de los muchachos en todo el mundo. En diciembre de 2023, tuvo lugar el Primer Congreso Internacional de las ciudades de los muchachos.

## Influencia en otros países

### España

#### Orense
En Orense (España) surgió un proyecto inspirado en este, también llamado "La ciudad de los muchachos", más conocida como "El Circo de los Muchachos", fundada por el padre Jesús César Silva Méndez en 1957. Sin embargo, fue algo totalmente diferente y más similar a una ciudad estado democrática dentro de la nación franquista de ese entonces, que a un orfanato. Tras su posterior declive y la muerte de su fundador en 2011, actualmente se encuentra en ruinas y en medio de varios procesos legales. 

#### Barcelona
Sin embargo, la Ciudad de los Muchachos de Barcelona fue inaugurada en 1950 en la que había sido la colonia escolar Can Puig, creada durante la segunda república. En la primera década de su funcionamiento fue una institución docente ejemplar dedicada, en principio, a acoger huérfanos de guerra -siguiendo el modelo de la que creó en los Estados Unidos el padre Flanagan, tras la Primera Guerra Mundial- procurando su formación y reinserción social. La de Barcelona tuvo como impulsor el abogado Alfredo Casanovas Fernández con la dirección pedagógica del psicólogo Antonio Blay, ambos de fuertes convicciones cristianas. La institución docente que crearon fue considerada tan ejemplar e innovadora dentro del sistema educativo español, que fue visitada por el príncipe heredero del Japón -después emperador- en su visita a Barcelona en torno al año 1952. Sorprendía el sistema democrático con que se regía la institución, con la aplicación de una autogestión que permitía la elección directa de todos los cargos de lo que se podría definir como una escuela-ciudad, desde el alcalde, los delegados de las diferentes actividades, incluyendo los miembros de una cierta judicatura. El cuerpo docente únicamente ejercía sus funciones en las aulas. La escuela -a la que se accedía previa una selección que pretendía la ejemplaridad- era el primer peldaño hacia la formación total del alumnado para profesionalizarlos en oficios o carreras, a las que accedieron los más privilegiados intelectualmente, residiendo en casas tuteladas o siendo acogidos en familias.
El hecho de que el fundador, Alfredo Casanovas Fernández -excautivo de la Guerra Civil y Teniente de Alcalde de Barcelona en aquel momento- fuera gallego de nacimiento, concretamente de Puebla de Trives (Orense), puede tener relación con el nacimiento de la institución parecida que dirigió el Padre Silva en Orense, con el mismo nombre y que acabó originando el Circo de los Muchachos.
La Ciudad de los Muchachos de Barcelona se desarrolló inicialmente bajo el amparo espiritual de los jesuitas de Sant Cugat del Vallés, pero el propio Alfredo acudía con cierta regularidad los domingos e impartía conferencias sobre ética y moral para los alumnos de los cursos superiores de comercio y bachillerato. La colonia de Can Puig, una antigua casa señorial que fue adquirida por el Ayuntamiento de Barcelona -no obstante hallarse en el término municipal de Sant Cugat- está situada en un paraje idílico de la sierra de Collserola, muy cerca de la cima del Tibidabo y con acceso desde la carretera de la Rabassada. A partir del edificio central, donde se hallaba una torre cuadrangular de cuatro plantas, donde se ubicaban los servicios básicos de la escuela (dormitorios, comedores, cocinas, limpieza y salas de actividades recreativas), se construyeron seis aulas a las que se llegaba por una amplia escalinata que ascendía por la montaña hasta el garito de la recepción de la escuela, justo frente al de la sala de visitas. Junto al edificio principal se construyó una iglesia con la imagen de la Virgen de la Merced en el altar y un anfiteatro para el coro. Otro edificio acogía la dirección, los comedores y los dormitorios de los profesores y empleados y una sala de cine y teatro. A todo ello se añadió un campo de baloncesto, otro campo de fútbol y posteriormente una piscina. Una amplia plaza que presidía un gran pino constituía el auténtico foro de la escuela, que estaba totalmente abierta al bosque que la rodeaba.
Posteriormente, la institución docente se convirtió en orfanato y, más tarde, en un centro de rehabilitación de drogadictos.